# Fontanka (Ukraina)
Fontanka (ukr. Фонтанка) – wieś na Ukrainie, w obwodzie odeskim, w rejonie odeskim, siedziba hromady. W 2001 liczyła 6260 mieszkańców, spośród których 4163 wskazało jako ojczysty język ukraiński, 1990 rosyjski, 24 mołdawski, 5 węgierski, 5 rumuński, 12 bułgarski, 12 białoruski, 23 ormiański, 2 polski, 1 niemiecki, a 23 inny.